# Urbanus (Andersen)
Urbanus is een sprookje van Hans Christian Andersen.

## Het verhaal
Urbanus heeft de sleutels van de kloosterboekerij. Hij schrijft vele mooie boeken en studeert veel. Op een dag vindt hij een bijbelspreuk van apostel Paulus: voor God is duizend jaar als één dag en één nachtwake. Dit schijnt Urbanus onmogelijk toe. Hij loopt de kloostertuin in en ziet een bont bosvogeltje. Het zingt een wonderbaarlijk mooi lied en Urbanus volgt het dier het bos in. 
Na een tijdje keert hij terug. Waar de lage klooster-kerk stond, staat nu een dom met drie torens. Het lijkt toverij en Urbanus trekt aarzelend aan het klokkentouw. Een onbekende portier wijkt verschrikt terug. De monnik gaat over het kloosterkerkhof. Er zijn veel onbekende grafstenen. Kloosterbroeders gaan opzij en de abt houdt het crucifix afwerend op. Hij vraagt wat de onzalige geest die verrezen is uit het graf onder de levenden zoekt. Urbanus ziet dat hij een zilverwitte baard tot over zijn middel heeft en wordt naar de bibliotheek gebracht. Hij geeft een jonge monnik de sleutel van de boekenzaal en die wordt geopend. De monnik komt met een geschreven kroniek, waarin geschreven staat dat monnik Urbanus driehonderd jaar geleden spoorloos verdween. 
De vreemdeling begrijpt wat hem is overkomen. De bosvogel zong het lied van de eeuwigheid, in drie minuten vergingen drie eeuwen. Hij aanbidt God in het stof en buigt zijn hoofd. Zijn ledematen vallen als stof neer.